# خوسيه دي غريمالدو
خوسيه دي غريمالدو إي غوتييريز دي سولورزانو، أول ماركيز في غريمالدو (1660–1733) كان رجل دولة إسباني.

## النشأة
ولد غريمالدو في مدريد في العام 1660 لعائلة ثرية اكتسبت خبرة في العمل بإدارة مستعمرات الإمبراطورية الإسبانية. وفي العام 1683 قُبل في وسام سانتياغو كإشارة إلى نسبته، ولكن عندما بدأ الاعتراف به كسياسي صاعد فشل في الحصول على أي تعيين جاد في الحكومة حتى تسعينيات القرن التاسع عشر عندما تلاشت الأسرة القديمة.

## حرب الخلافة الإسبانية
أصبح غريمالدو من أتباع السياسي جان أوري الذي وصل إلى مدريد في العام 1695. حصل غريمالدو على وزارة الحرب والمالية. واصل في هذا المنصب طوال حرب الخلافة الإسبانية.

## رئيسًا للوزراء

### الفترة الأولى
أصبح غريمالدو وزيرًا للخارجية لأول مرة في عام 1714. لقد كانت حقبة مضطربة بالنسبة لإسبانيا، حيث أجبروا على قبول خسارة مساحات ضخمة من الأراضي (خاصةً للنمسا في إيطاليا، وكذلك خسارة مينوركا وجبل طارق أمام بريطانيا). ساعد غريمالدو في إعادة تأكيد إسبانيا وإعادة بناء جيشها وقواتها البحرية المحطمة.

### الفترة الثانية والتقاعد
عندما استقال الملك لفترة وجيزة في عام 1724، والذي غالبًا ما يُنسب ذلك إلى نوبة من الجنون أو الرغبة في اعتباره مدعيًا للعرش الفرنسي، غادر غريمالدو منصبه. عندما عاد الملك بعد عام واحد فقط عاد غريمالدو معه، لكنه أصبح الآن في حالة صحية سيئة على نحو متزايد فاضطر إلى التقاعد من الحكومة. وفي العام 1733، أصبح ماركيز، وتوفي في نفس العام في سن الثالثة والسبعين.